# 立陶宛國家廣播電視台古典頻道
立陶宛國家廣播電視台古典頻道（立陶宛語：LRT Klasika）是立陶宛國家廣播電視台一條於1956年開播的電台頻道，其負責人為尤利尤斯·格里茨克維丘斯（Julijus Grickevičius）。這條頻道約三分之二的廣播時段是音樂節目，而文化節目則佔約四分之一。